# Nsibidi-Schrift

Das Zeichen für Nsibidi

Die Nsibidi-Schrift war eine Bilderschrift aus dem Osten Nigerias, die von der Ndsibidi-Geheimgesellschaft verwendet wurde. Diese Schrift erreichte nie das Stadium einer Silbenschrift und auch ihre Herkunft ist unklar.

## Geschichte
Die Verwendung des Symbolsystems wurde erstmals 1904 beschrieben. Ausgrabungen von Terrakottagefäßen, Kopfstützen und anthropomorphen Figuren aus der Region Calabar im Südosten Nigerias, die etwa auf das 5. bis 15. Jahrhundert datiert werden, ergaben eine mit Nsibidi „ohne weiteres vergleichbare Ikonographie“.
Es gibt mehrere hundert Nsibidi-Symbole. Sie wurden einst in einer Schule Kindern beigebracht. Viele der Zeichen handeln von Liebesbeziehungen; diejenigen, die sich mit Krieg und Heiligem befassen, werden geheim gehalten. Nsibidi wird auf Wänden, Kalebassen, Metallen (wie Bronze), Blättern, Schwertern und Tätowierungen verwendet. Es wird vor allem von der Ekpe-Leoparden-Gesellschaft (auch als Ngbe oder Egbo bekannt) verwendet, einer Geheimgesellschaft, die im gesamten Bundesstaat Cross River unter den Ekoi, Efik, Igbo, Bahumono und anderen benachbarten Völkern zu finden ist.
Vor der Kolonialzeit in der nigerianischen Geschichte war Nsibidi in eine heilige und eine öffentliche, eher dekorative Version unterteilt, die von Frauen verwendet werden konnte. Aspekte der Kolonialherrschaft wie westliche Bildung und christliche Doktrin ließen die Zahl der Nsibidi-Kundigen drastisch sinken, sodass die Mitglieder des Geheimbundes zu den Letzten gehörten, die die Symbole lesen und schreiben konnten. Nsibidi war und ist immer noch ein Mittel zur Übermittlung der Ekpe-Symbolik. Nsibidi wurde über den atlantischen Sklavenhandel nach Kuba und Haiti gebracht, wo es sich zu den Symbolen Anaforuana und Veve entwickelte.
Robert Farris Thompson übersetzt das ekoidische Wort Nsibidi mit „grausame Buchstaben“, von sibi „blutdürstig“. Der Kontext ist die Verwendung der Symbole durch die Geheimgesellschaften der Sklavenhändler in Alt-Kalabar, die ein „aufwendiges System von Menschenopfern“ eingerichtet hatten. In Kalabar wird Nsibidi meist mit den Leopardengesellschaften der Männer wie Ekpe in Verbindung gebracht. Die Leopardengesellschaften waren vor der Kolonialisierung eine gesetzgebende, richterliche und exekutive Macht, insbesondere bei den Efik, die großen Einfluss am Cross River ausübten.

## Herkunft
Der Ursprung der Nsibidi wird auf das Volk der Ejagham im Norden von Cross River zurückgeführt. Das Nsibidi verbreitete sich in der gesamten Region und wurde von anderen Kulturen und Künsten übernommen, wie z. B. dem grafischen Design der Igbo uri oder uli. 1909 behauptete J. K. Macgregor, der Nsibidi-Symbole sammelte, dass das Nsibidi von den Uguakima-, Ebe- oder Uyanga-Untergruppen des Igbo-Volkes gebildet wurde, denen der Legende nach die Schrift von Pavianen beigebracht wurde. Das Nsibidi des Ejagham-Volkes ist jedoch älter als diese Ereignisse, und es wird angenommen, dass Macgregor von seinen Informanten getäuscht wurde.

## Status
Das Nsibidi verfügt über ein breites Vokabular an Zeichen, die in der Regel auf Kalebassen, Messingwaren, Textilien, Holzskulpturen, Maskenkostümen, Gebäuden und auf menschlicher Haut eingeprägt sind. Nsibidi wurde als ein „flüssiges Kommunikationssystem“ beschrieben, das aus Hunderten von abstrakten und bildhaften Zeichen besteht.
Nsibidi wurde in der Kolonialzeit von P. A. Talbot als „eine Art primitive Geheimschrift“ beschrieben. Talbot erklärte, dass Nsibidi für Botschaften verwendet wurde, die „auf gespaltene Palmenstämme geschnitten oder gemalt wurden“.
J. K. Macgregor vertrat die Ansicht, dass „der Gebrauch von Nsibidi dem einer gewöhnlichen Schrift entspricht. Ich bin im Besitz einer Kopie des Protokolls eines Gerichtsverfahrens aus einer Stadt in Enion [Enyong], in dem jedes Detail […] sehr anschaulich beschrieben ist.“
Nsibidi überschritt die ethnischen Grenzen und war ein verbindender Faktor zwischen den ethnischen Gruppen in der Cross-River-Region.

## Beispiele

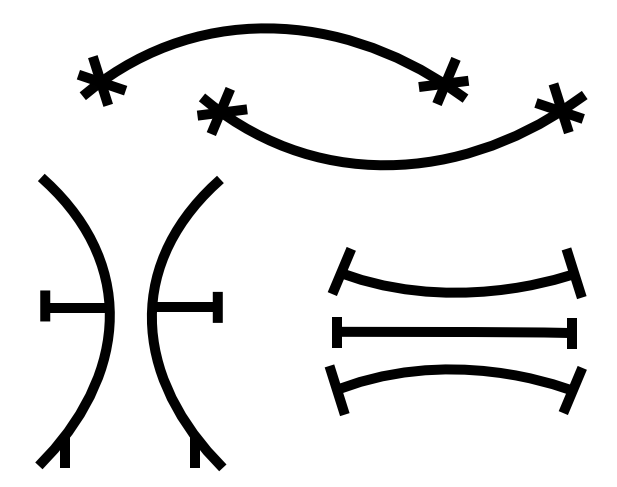
Drei Nsibidi-Zeichen

| Nsibidi              | Nsibidi welcome  | Nsibidi talk              | Nsibidi door    | Nsibidi gun   | Nsibidi crossbow | Nsibidi calabash | Nsibidi big drum |
| „Nsibidi“            | „Willkommen!“    | „zwei Männer im Gespräch“ | „Tür“           | „Waffe“       | „Armbrust“       | „Kalebasse“      | „große Trommel“  |
| Etak Ntaña Nsibidi   | Nsibidi umbrella | Nsibidi toilet soap       | Nsibidi matchet | Nsibidi woman | Nsibidi man      | Nsibidi moon     | Nsibidi tortoise |
| „Etak Ntaña Nsibidi“ | „Regenschirm“    | „Toilettenseife“          | „Machete“       | „Frau“        | „Mann“           | „Mond“           | „Schildkröte“    |